# La Llacuna
La Llacuna település Spanyolországban, Barcelona tartományban. Lakosainak száma 982 fő (2024).

## Földrajza
La Llacuna Querol, Santa Maria de Miralles, Orpí, Carme, Mediona, Font-rubí, Torrelles de Foix és Pontons községekkel határos.

## Népesség
A település lakosságának változását az alábbi diagram mutatja:
| Lakosok száma | 429  | 1539 | 1195 | 1074 | 750  | 875  | 925  | 906  | 870  | 982  |
|               | 1717 | 1887 | 1936 | 1960 | 1986 | 2004 | 2009 | 2014 | 2019 | 2024 |